# Jeanne d'Arc (1902)
El Jeanne d'Arc fue un crucero acorazado de la Marina Francesa. En su época, fue el más grande y poderoso de todos los cruceros franceses.

## Construcción y botadura
El buque fue construido en los astilleros de Mourillon, en Tolón (Francia). Su quilla fue puesta en grada en octubre de 1896, fue botado el 8 de junio de 1899 y, completado y alistado el 10 de diciembre de 1902.

## Historia operacional
En 1903, embarcó a Émile Loubet ―presidente de la República Francesa― para realizar una visita a Argelia.
En 1912, reemplazó al crucero Dugay-Trouin como buque escuela de la École Navale.

### Primera Guerra Mundial
Durante la Primera Guerra Mundial, el Jeanne d'Arc fue incorporado a la segunda escuadra ligera del Atlántico, y más tarde, a la tercera escuadra de cruceros del Mediterráneo, patrullando los Dardanelos, el Canal de Suez, y las costas de Anatolia y los actuales Líbano e Israel.
En 1915, junto al acorazado Jaureguiberry, participó en la ocupación de Siria y Anatolia, capturando la isla de Ruad, y en septiembre del mismo año, rescató a ciudadanos armenios de los turcos.
En 1918, escoltó a las tropas americanas que llegaban a Francia.
En 1919, fue nuevamente clasificado como buque escuela, realizando nueve campañas de instrucción.

## Baja
El Jeanne d'Arc fue desarmado en 1928 y tomó el nombre de Jeanne d'Arc II.
En 1933 es dado definitivamente de baja y vendido al arsenal Bon Sacré de La Seyne-sur-Mer.
En 1934, es remolcado de Brest a Tolón, por el remolcador Abeille 22, donde fue desguazado.

## Galería

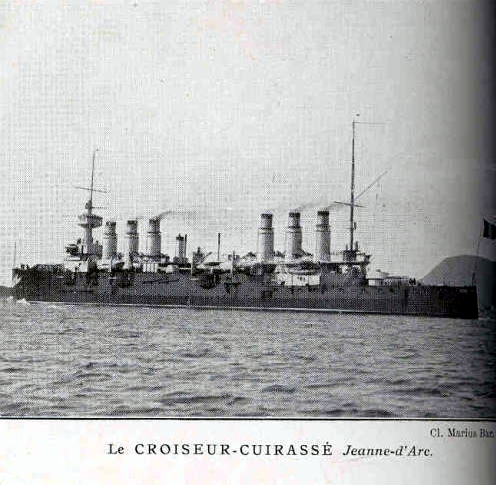
Otra imagen del crucero Jeanne d'Arc.
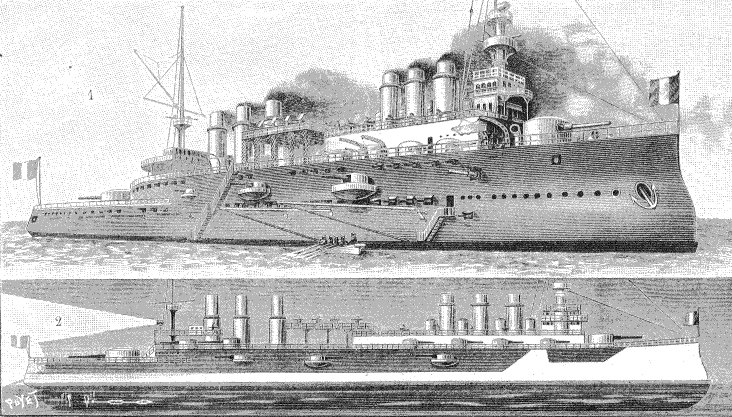
Ilustración del buque, por Louis Poyet (1846-1913).
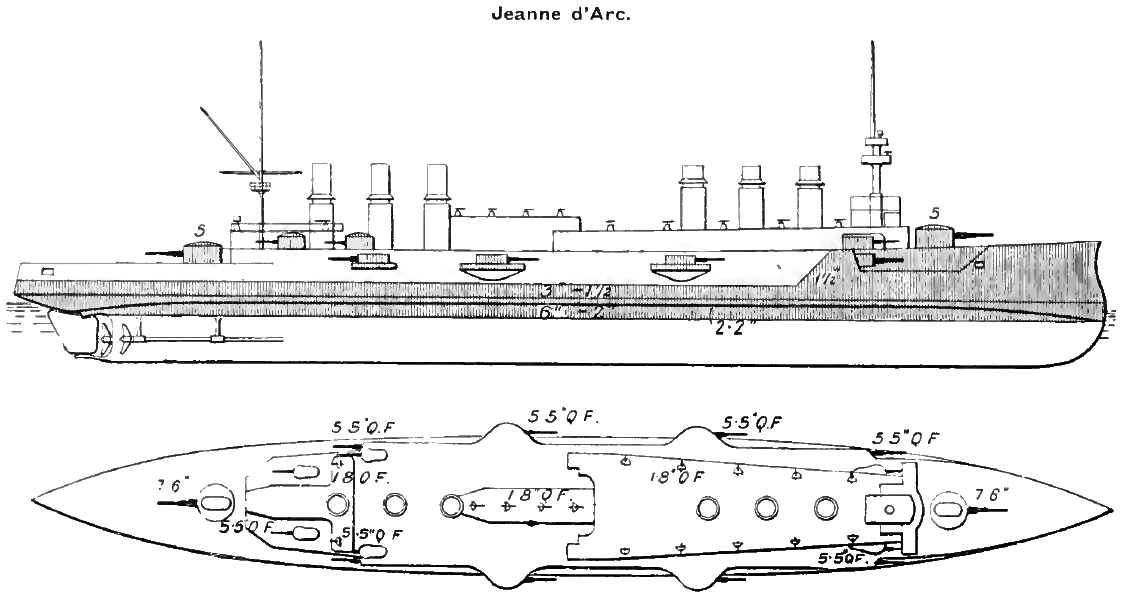
Perfil y planta del crucero.